# Open-E
Open-E, Inc. — организация, занимающаяся разработкой программного обеспечения для систем хранения данных с доступом по IP протоколу. Компания Open-E была создана в 1998 году в Германии, но головной офис был перенесен в США после получения финансирования венчурного капитала от OpenView Venture Partners в 2007 году. Продукты её распространяются через сеть партнёров по всему миру. Продуктовые линейки Data Storage Software (DSS) V6 и V7 ориентированные на предприятия малого и среднего бизнеса имеют заслуженную международную репутацию лучших в своём классе по производительности, гибкости в настройке, надежности, масштабируемости и окупаемости.
Продукты управления хранилищами от Open-E известны на рынке СХД своей архитектурой. Продукты поддерживают сетевые протоколы: iSCSI, FibreChannel или Infiniband, с файловой или блочной передачей данных. Open-E сотрудничает с лидирующими на рынке информационных технологий компаниями с тем, чтобы предоставить своё ПО на разных промышленных стандартных аппаратных платформах.